# پورشه ۹۹۷
پورشه ۹۹۷ (Porsche ۹۹۷) خودرویی است که از سال ۲۰۰۴ تا ۲۰۱۳ در اشتوتگارت و بادن-وورتمبرگ تولید شده‌است.
این خودرو در کلاس خودرو اسپورت قرار گرفته، طراحی آن موتور عقب، توزیع نیروی پیشران و خودرو چهار چرخ محرک بوده‌است. سیستم جعبه‌دندهٔ آن ۷ دنده به دو صورت خودکار و دستی است.